# 猩紅棘茄魚
猩紅棘茄魚，為輻鰭魚綱鮟鱇目棘茄魚亞目棘茄魚科的其中一種，分布於印度洋區，包括留尼旺、馬爾地夫、印尼、安達曼群島、澳洲西部海域，屬底棲性魚類，棲息深度可達494公尺，體長可達16公分，棲息在大陸坡，生活習性不明。

## 扩展阅读
維基物種上的相關：猩紅棘茄魚